# Ранд (Западна Вирџинија)
Ранд (енгл. Rand) насељено је место без административног статуса у америчкој савезној држави Западна Вирџинија.

## Демографија
По попису из 2010. године број становника је 1.631.
| Група             | 2000.    | 2010.       |
| Белци             | 0 (0,0%) | 958 (58,7%) |
| Афроамериканци    | 0 (0,0%) | 572 (35,1%) |
| Азијати           | 0 (0,0%) | 2 (0,1%)    |
| Хиспаноамериканци | 0 (0,0%) | 22 (1,3%)   |
| Укупно            | 0        | 1.631       |